# Frank Knight
Frank Hyneman Knight (7 listopada 1885 – 15 kwietnia 1972) – amerykański ekonomista, przedstawiciel szkoły chicagowskiej.
Urodził się w małej wiosce w stanie Illinois, w głęboko wierzącej chrześcijańskiej rodzinie. Nigdy nie ukończył szkoły średniej, ale mimo to został dopuszczony na studia w 1905 roku na American University w Tennessee. Jego najbardziej znaną pracą jest książka Risk, Uncertainty and Profit (1921).
W 1921 roku opublikował teorię niepewności mierzalnej i niemierzalnej, przyjmując, że niepewność mierzalna to ryzyko, zaś niepewność niemierzalna jest niepewnością sensu stricto.